# Sfinxul Bănățean
Sfinxul Bănățean (monument al naturii) este o arie protejată de interes național ce corespunde categoriei a III-a IUCN (rezervație naturală, tip geomorfologic), situat în partea sud-vestică a României, pe teritoriul județului Caraș-severin. 

## Amplasare
„Sfinxul Bănățean” (cunoscut și sub denumirea de „Sfinxul de la Topleț”) se află în sud-estul județului Caraș-Severin, pe teritoriul administrativ al comunei Topleț, în partea nordică a satului Bârza.

## Descriere
Rezervația naturală, cu o suprafață de 0,50 ha, reprezintă o zonă naturală ce adăpostește o formațiune geologică alcătuită dintr-o rocă sedimentară (gresie) cu pereți stâncoși și grohotișuri. În realul  rezervației se află suprafețe acoperite cu vegetație din specii protejate; printre care: liliacul sălbatic (Syringa vulgaris), frasinul (din specia Fraxinus ornus) sau  lumânărica (din specia Verbascum phlomoides).